# Tony Award/Beste Musicalregie
Der Tony Award/Beste Musicalregie wird seit 1960 vergeben. Bis dahin wurde der Tony Award für die beste Regie sowohl für Theaterstücke als auch für Musicals vergeben.

## 1960–1969
- 1960: George Abbott (für Fiorello!)
- 1961: Gower Champion (für Bye Bye Birdie)
- 1962: Abe Burrows (für How to Succeed in Business Without Really Trying)
- 1963: George Abbott (für Toll trieben es die alten Römer)
- 1964: Gower Champion (für Hello, Dolly!)
- 1965: Jerome Robbins (für Anatevka)
- 1966: Albert Marre (für Der Mann von La Mancha)
- 1967: Harold Prince (für Cabaret)
- 1968: Gower Champion (für The Happy Time)
- 1969: Peter H. Hunt (für 1776)

## 1970–1979
- 1970: Ron Field (für Applause)
- 1971: Harold Prince (für Company)
- 1972: Harold Prince und Michael Bennett (für Follies)
- 1973: Bob Fosse (für Pippin)
- 1974: Harold Prince (für Candide)
- 1975: Geoffrey Holder (für The Wiz)
- 1976: Michael Bennett (für A Chorus Line)
- 1977: Gene Saks (für I Love My Wife)
- 1978: Richard Maltby, Jr. (für Ain’t Misbehavin’)
- 1979: Harold Prince (für Sweeney Todd)

## 1980–1989
- 1980: Harold Prince (für Evita)
- 1981: Wilford Leach (für The Pirates of Penzance)
- 1982: Tommy Tune (für Nine)
- 1983: Trevor Nunn (für Cats)
- 1984: Arthur Laurents (für La Cage aux Folles)
- 1985: Des McAnuff (für Big River)
- 1986: Wilford Leach (für The Mystery of Edwin Drood)
- 1987: Trevor Nunn und John Caird (für Les Misérables)
- 1988: Harold Prince (für Das Phantom der Oper)
- 1989: Jerome Robbins (für Broadway)

## 1990–1999
- 1990: Tommy Tune (für Grand Hotel)
- 1991: Tommy Tune (für Will Rogers Follies)
- 1992: Jerry Zaks (für Guys and Dolls) (Wiederaufnahme)
- 1993: Des McAnuff (für Tommy)
- 1994: Nicholas Hytner (für Carousel)
- 1995: Harold Prince (für Show Boat)
- 1996: George C. Wolfe (für Bring in 'da Noise/Bring in 'da Funk)
- 1997: Walter Bobbie (für Chicago)
- 1998: Julie Taymor (für Der König der Löwen)
- 1999: Matthew Bourne (für Swan Lake)

## 2000–2010
- 2000: Michael Blakemore (für Kiss Me, Kate) (Wiederaufnahme 2000)
- 2001: Susan Stroman (für The Producers)
- 2002: John Rando (für Pinkelstadt)
- 2003: Jack O’Brien (für Hairspray)
- 2004: Joe Mantello (für Assassins)
- 2005: Mike Nichols (für Monty Python’s Spamalot)
- 2006: John Doyle (für Sweeney Todd)
- 2007: Michael Mayer (für Spring Awaking)
- 2008: Bartlett Sher (für South Pacific)
- 2009: Stephen Daldry (für Billy Elliot the Musical)

## 2010–2019
- 2010: Terry Johnson (für La Cage aux Folles)
- 2011: Casey Nicholaw und Trey Parker (für The Book of Mormon)
- 2012: John Tiffany (für Once)
- 2013: Dennis Kelly (für Matilda)
- 2014: Darko Tresnjak (für A Gentleman's Guide to Love and Murder)
- 2015: Sam Gold (für Fun Home)
- 2016: Thomas Kail (für Hamilton)
- 2017: Christopher Ashley (für Come from Away)
- 2018: David Cromer (für The Band’s Visit)
- 2019: Rachel Chavkin (für Hadestown)

## Seit 2020
- 2020/2021: Alex Timbers (für Moulin Rouge!)
- 2022: Marianne Elliott (für Company)
- 2023: Michael Arden (für Parade)
- 2024: Danya Taymor (für The Outsiders)